# Žarnov
Žarnov este o comună slovacă, aflată în districtul Košice-okolie din regiunea Košice. Localitatea se află la altitudinea de 197 m deasupra n.m., se întinde pe o suprafață de 7,2 km2 și în 2017 număra 412 locuitori.

## Istoric
Localitatea Žarnov este atestată documentar din 1332.

## Demografie
| An:                | 1994 | 2004    | 2014   | 2024   |
| ------------------ | ---- | ------- | ------ | ------ |
| Număr de persoane: | 364  | 419     | 417    | 451    |
| Diferență:         |      | +15,10% | −0,47% | +8,15% |

| An:                | 2023 | 2024   |
| ------------------ | ---- | ------ |
| Număr de persoane: | 453  | 451    |
| Diferență:         |      | −0,44% |